# باشگاه فوتبال صنعت ساری
باشگاه فوتبال صنعت ساری یک باشگاه فوتبال ایرانی قدیمی بوده که در شهر ساری، استان مازندران پایه‌گذاری شد. این باشگاه در سال ۱۳۹۷ به دلیل مشکلات مالی منحل شد.

## تاریخچه
در سال ۱۳۸۹ تربیت بدنی استان مازندران با خریداری سهام تیم فوتبال دسته اولی مهرکام تهران، تیم صنعت ساری را به لیگ دسته سوم بازگرداند و پس از مدت کوتاهی سهام این باشگاه را حسین فارسی خریداری کرده و رسماً مالک این باشگاه شد. این باشگاه در سال ۱۳۹۷ به دلیل مشکلات مالی منحل شد.
این باشگاه در سال ۱۳۹۳ با پیروزی بر تیم‌های لیگ برتری در جام حذفی با پیروزی بر ملوان بندر انزلی با نتیجه پنج بر چهار و پیروزی بر پیکان تهران که بازیکنانی همچون مهدی رحمتی اکبرپور آرش برهانی را داشت با نتیجه دو بر هیچ شکست داد. سر انجام در مرحله هشت تیم برتر جام حذفی ایران در سال ۹۳ مهمان نفت تهران علی منصوریان شد، در وقت قانونی دو تیم به تساوی یک بر یک رسیدند و کار به ضربات پنالتی کشید در ضربات پنالتی تیم نفت تهران با نتیجه پنج بر سه این تیم را شکست داد به یک‌هشتم نهایی جام حذفی صعود کرد.

## بازیکنان مطرح

### بازیکنان برجسته که در این تیم بازی کرده‌اند
- محمد عباس‌زاده
- میلاد جهانی
- اصغر نادعلی
- سعید صادقی
- مهدی مؤمنی
- ابراهیم تقی‌پور
- روح‌الله عرب
- مهرداد کفشگری
- امید عالیشاه
- مهرداد قنبری